# Підводні човни типу II
Підводні човни типу II — малі дизельні підводні човни Третього Рейху. Всього було побудовано 50 субмарин цього типу для ВМС нацистської Німеччини в період 1935—1941 рр. Тип II мав чотири підкатегорії: тип II-A 6 човнів, тип II-B 20 човнів, тип II-C 8 човнів, тип II-D 16 човнів. Човни призначалися у першу чергу для патрулювання прибережних вод.
Підводні човни другого типу були розроблені в 1920-х роках в Гаазі фірмою «Інженерна суднобудівельна контора» (нід. Ingenieuskaantor voor Scheepsbouw, IvS), оскільки Версальський мирний договір (1919) забороняв Німеччині проектувати, будувати і тим паче мати підводні човни.
Підводні човни типу II були розроблені на базі човнів U-Boot-Klasse UB часів Першої світової війни. Підводні човни типу II стали в свою чергу прототипом для пізніших підводних човнів типу I, VII і IX
Першим човном фактично був «Vesikko» (зараз — пам'ятник-музей біля Гельсінкі), закладений в 1932 році на верфі «Chrichton-Vulkan» в Турку (Фінляндія), що вступив у стрій влітку 1934 року як дослідний підводний човен фірми «IvS».

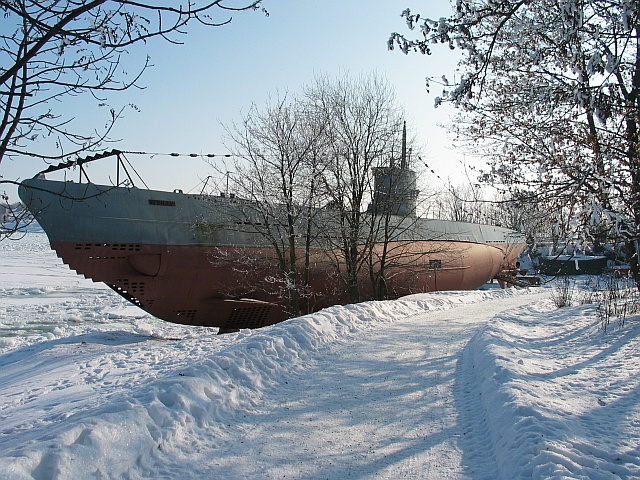
«Vesikko» (2003 рік)

Підводні човни даного типу продавались в Туреччину, Іспанію і Фінляндію.
Всі підводні човни крім типу II-B були побудовані на верфі «Deutsche Werke» в Кілі.
16 березня 1935 року Німеччина розірвала Версальський договір. До цього моменту вже було розпочато будівництво човнів типу II. 29 червня, через 11 днів після підписання англо-німецької угоди, що дозволяла Німеччині мати підводний флот, вступив у стрій перший човен цього типу. На початок Другої світової війни доля цих човнів в підводному флоті крігсмарине перевищувала 60 %.

## Технічні дані
За свої малі розміри і нестійкість в надводному положенні екіпажі прозвали ці човни Einbaum (човник, зроблений з цільної дерев'яної колоди). Вузький корпус підводних човнів типу II дозволяв швидко занурюватися, але глибина занурення була обмежена 150 м.
Таблиця порівняльних характеристик:
| Технічна характеристика                                              | II-A                                                   | II-B                                                   | II-C                                                   | II-D                                                   |
| -------------------------------------------------------------------- | ------------------------------------------------------ | ------------------------------------------------------ | ------------------------------------------------------ | ------------------------------------------------------ |
| Водотоннажність надводна (тонни)                                     | 254 т                                                  | 279 т                                                  | 291 т                                                  | 314 т                                                  |
| Водотоннажність підводна (тонни)                                     | 303                                                    | 328 т                                                  | 341 т                                                  | 364 т                                                  |
| Довжина найбільша (метри)                                            | 40,9 м                                                 | 42,7 м                                                 | 43,9 м                                                 | 44 м                                                   |
| Ширина корпусу найбільша (метри)                                     | 4,08 м                                                 | 4,08 м                                                 | 4,08 м                                                 | 4,92 м                                                 |
| Висота (метри)                                                       | 8,6 м                                                  | 8,6 м                                                  | 8,4 м                                                  | 8,4 м                                                  |
| Середня осадка (метри)                                               | 3,83 м                                                 | 3,90 м                                                 | 3,82 м                                                 | 3,93 м                                                 |
| Глибина занурення макс. (метри)                                      | 150                                                    | 150                                                    | 150                                                    | 150                                                    |
| Силова установка дизель (к. с.)                                      | 6 циліндровий 4-х тактный «MWM» RS127S 2x350           | 6 циліндровий 4-х тактный «MWM» RS127S 2x350           | 6 циліндровий 4-х тактный «MWM» RS127S 2x350           | 6 циліндровий 4-х тактный «MWM» RS127S 2x350           |
| Силова установка електромотор (к. с.)                                | «SSW» 2x180                                            | «SSW» 2x180                                            | «SSW» 2x210                                            | «SSW» 2x210                                            |
| Швидкість (надводна) (вузли)                                         | 13                                                     | 13                                                     | 12                                                     | 12,7                                                   |
| Швидкість (підводна)                                                 | 6,9                                                    | 7,0                                                    | 7,0                                                    | 7,9                                                    |
| Артилерія                                                            | 1 x 2 cm/65 C/30 (1000 снарядів)                       | 1 x 2 cm/65 C/30 (1000 снарядів)                       | 1 x 2 cm/65 C/30 (1000 снарядів)                       | 1 x 2 cm/65 C/30 (1000 снарядів)                       |
| Торпедно-мінне озброєння                                             | 3 ТА калібру 533 мм 5 торпед або 18 мін TMB або 12 ТМА | 3 ТА калібру 533 мм 5 торпед або 18 мін TMB або 12 ТМА | 3 ТА калібру 533 мм 5 торпед або 18 мін TMB або 12 ТМА | 3 ТА калібру 533 мм 5 торпед або 18 мін TMB або 12 ТМА |
| Запас палива (тонн)                                                  | 11,6                                                   | 21                                                     | 22,7                                                   |                                                        |
| Дальність ходу в надводному положенні (милі) (зі швидкістю 8 вузлів) | 1 600                                                  | 3 900                                                  | 4 200                                                  | 5 650                                                  |
| Дальність ходу в підводному положенні (милі) (зі швидкістю 4 вузли)  | 35                                                     | 35                                                     | 35                                                     | 56                                                     |
| Екіпаж (осіб)                                                        | 25                                                     | 25                                                     | 25                                                     | 26                                                     |

1. ↑  Motoren-Werke-Mannheim
2. ↑  «Siemens» — Siemens-Schukert-Werke
3. ↑  II-A вступлять у стрій без артилерії і отримають її при першій модернізації. В 1942 році всі човни що залишилися отримають двоствольний здвоєний 2 см Flak.
4. ↑  Також були можливі комбінації: 1 торпеда і 10 TBM мін; 1 торпеда и 4 TMA и 6 TMB мін.